# Radomka (dopływ Warty)
Radomka – struga, prawy dopływ Warty o długości 11,76 km i powierzchni zlewni 55,31 km².
Struga płynie w powiecie radomszczańskim. Jej źródło znajduje się w okolicy Bloku Dobryszyce, płynie przez Radomsko, Lipie, Dąbrówkę i uchodzi do Warty w okolicach miejscowości Szczepocice Rządowe.